# 後藤聰一
後藤 聰一（ごとう そういち、1916年（大正5年）1月2日 - 2003年（平成15年）3月30日）は、第19-21代東京都八王子市長。

## 来歴・人物

### 生い立ち
東京都南多摩郡由井村打越（現八王子市打越町）に多摩一とも呼ばれた精穀業「後藤常吉水車」を営む家に生まれる。
1933年（昭和8年）八王子市役所に臨時職員として就職、同年3月八王子市立商業公民学校後期を卒業した。

### 1945年まで
後藤は職員として働きながら東京府立第二商業学校を中退した後、1942年（昭和17年）に東京主計商業学校第二本科を卒業した。
1936年（昭和11年）に第二乙種合格、第二補充兵として編入される。体重は49キロと軽かったが視力も良く馬に乗れたため1938年（昭和13年）9月に野砲第1連隊の砲兵に応召。
1940年（昭和15年）に召集が解除されるが1942年（昭和17年）9月に独立高射砲第2大隊に応召、1945年（昭和20年）3月軍曹に昇進。同年千島列島幌筵島から陣地偵察のため出港、他の艦は沈められながら慎重に1週間かけて小樽にたどり着き九死に一生を得ている。

### 市職員時代
敗戦とともに市職員に復帰し、小林吉之助市長から総務課庶務係主任の辞令と予算編成を命じられる。結婚式の翌日から市役所が八王子空襲で焼かれたため八王子市立第一小学校の講堂で予算編成に当たった。
1948年（昭和23年）同市総務課係長、同年11月八王子市議会書記長、1951年（昭和26年）7月水道課長兼総務課秘書室長、1955年（昭和30年）総務課長、1959年（昭和34年）12月総務部長と昇進、1963年（昭和38年）10月に東京オリンピック八王子市事務局長を兼務するも翌年の1964年（昭和39年）9月に依願退職する。
職員時代や後述の教育長時代は全力投球であった。
水道課長時代には市民の要望である上水道を通すために若手官僚を接待し2億円の起債を認めさせた。
上水道が開通しても漏水が多く夏にはスイカを補修現場まで持って行き鼓舞していた。
総務課長、総務部長時代は町村合併促進法により自転車に乗り町村合併を先導[1955年（昭和30年）に八王子市と生活圏が同じであった横山村、元八王子村、恩方村、川口村、加住村を編入、1959年には慎重な姿勢を見せていた浅川町を編入、1964年には住民が対立していた由木村を編入させたのであった。

### 教育長時代
八王子市は都心から比較的近いため人口が急速に増加していたそのため小中学校の建設が急務であった。そこで後藤は「打越のセガレ」で通る知名度を生かし土地取得、建設を行い1年に9校の学校を建設したことがあった。
市長時代を含めると50校の小中学校を建設した。

### 立候補まで
仕事熱心で実績の多かった植竹圓次が1972年（昭和47年）12月、翌年2月に行われる市長選挙に立候補を表明し四選目の選挙態勢を整えていた最中に植竹が病気で入院したため、人望が厚かった後藤に白羽の矢が立ったが本人はまったく立候補するつもりはなかった。
同年の大晦日に衆議院議員である小山省二や市議らが説得するも後藤は固辞した。夫人や親戚も反対であった。
ある日自宅から拉致されるように車に乗せられ商工会議所のベテランに脇を固められそのまま写真スタジオに連れて行かれそのままポスター用の写真が撮影されてしまった。そこまでされると後には引けなくなりついには出馬を決意した。
1973年（昭和48年）2月11日投開票の選挙で自民党の推薦受けた後藤は56,039票を獲得し社会党候補者の31,008票、共産党候補の13,511票と引き離し圧勝した。

## 市長就任・実績

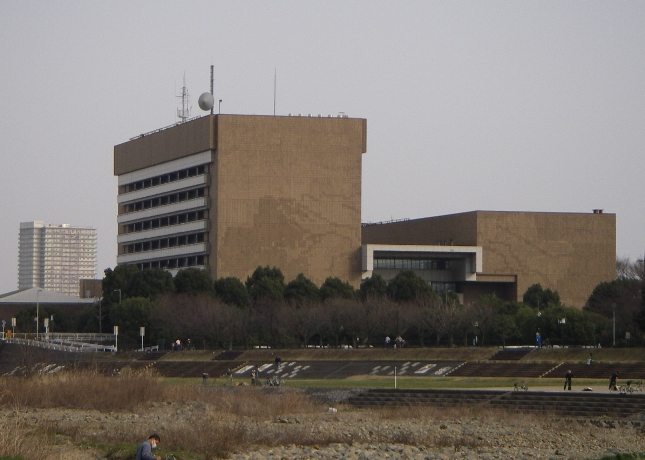
新築移転後の八王子市役所

市長就任後待ち構えていた仕事は美山町、小津町の採掘場から運ばれる石を積んだダンプの過積載などの公害であった。そこで過積載を計る自動測定装置を導入、警察と協力し違法なダンプを取り締まっていき沈静化させた。
1977年2期、1981年3期と圧勝し1980年代になると元本郷町への市庁舎（1983年（昭和58年）9月24日）の新築移転、中央図書館（1985年（昭和60年）1月27日開館）の建設などインフラ整備を進めていった。また八王子駅北口にそごうを誘致したこともあげられる。
市庁舎新築移転では騒音被害地区に対する補助金を得るために防衛施設庁（2007年に廃止）職員が視察に訪れる日に合わせて米軍機が上空を飛んでもうように横田基地司令に頼み込み、視察時に飛ばしてもらい15億円の補助金を得ている。
30時間市長室に閉じ込められるなど職員組合から猛烈な反発を受けた家庭系不燃ごみの運搬業務委託も実現させている。
八王子車人形の援助など文化発展にも貢献している。

### そごう誘致

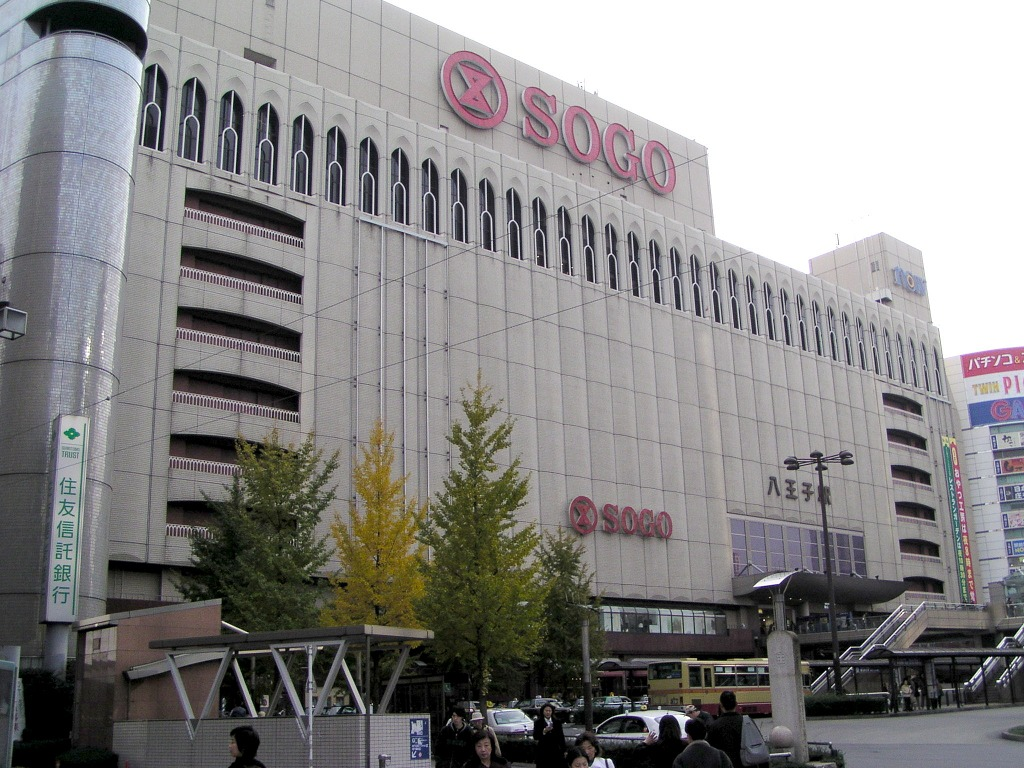
八王子そごう

八王子駅北口にはデパートは無く駅前から放射線に伸びる商店街しかなく、デパート誘致には反対していた他立川駅に買い物客を奪われていた。
そこでデパートを誘致し始めるが地元から好意を持たれていて出店確実とされた松坂屋はお家騒動のために出店は不可能となってしまったのであった。三越にも断られたが事態を注視していたそごうが出店を決めたのだった。
しかしそごう側が売り場面積3万平方メートル、商店街側が2万メートル程度を希望してきたため2万5000平方メートルで決着させるために折衝にあたった。これは1972年に開店した八王子大丸（1万6000平方メートル）などの小さな規模では意味がないと考えたからであった。

### 市長退任
1980年（昭和55年）からは第14・15代東京都市長会長を務めるなど好調であったが、中央図書館の工事の談合・中学校の贈収賄・市庁舎建設時の収賄などの疑惑が浮上してきた。
ついに1983年（昭和58年）11月市庁舎新築移転時の収賄容疑で助役が逮捕され市議会から辞職勧告決議案（否決）や7641人の署名の辞職要求など追い詰められていった。12月26日市長を引責辞任した。

1987年（昭和62年）には勲四等旭日小綬章を受賞している。引退後は八王子車人形後援会会長、明治神宮崇敬会常務理事八王子支部長や東京八王子東ロータリークラブ会員などと活動、東京八王子東ロータリークラブ1990〜1991年度に10代会長を務めた。1989年（平成元年）ポール・ハリス・フェロー、1992年（平成2年）米山奨学記念功労者を受賞している。